# Penaeus japonicus
La mazzancolla giapponese (Penaeus japonicus, nome valido per WoRMS; Marsupenaeus japonicus, nome valido per SeaLifeBase Spence Bate 1888) è un crostaceo decapode appartenente alla famiglia Penaeidae che proviene dall'Indo-Pacifico. È uno dei simboli della Prefettura di Kumamoto.

## Descrizione
Il corpo ha una lunghezza totale di 19 cm nei maschi, che può arrivare fino a un massimo di 22,5 per le femmine; in queste ultime la massima lunghezza del carapace è di 6,6 cm. La colorazione è composta da striature marroni scure su uno sfondo pallido, bianco-giallastro. Anche gli arti hanno una colorazione pallida, ma non presentano le striature e possono sfumare all'azzurro. Le prime tre paia di zampe sono dotate di piccole chele. Vivono mediamente 2,5 anni.
Nel Mediterraneo è stato in passato confuso con Penaeus canaliculatus.

## Biologia

### Comportamento
È una specie prevalentemente notturna.

### Predatori
È preda di diverse specie di pesci come lo squalo Triakis scyllium.

### Riproduzione
La riproduzione avviene tra aprile e novembre tramite una spermatofora trasferita dal maschio alla femmina, la quale può deporre fino a 700000 uova. Di solito si riproducono in acque profonde.

## Distribuzione e habitat
Ha un areale molto ampio, che si estende dalla costa est dell'Africa all'Indonesia. Si trova lungo le coste di Figi, Australia (Golfo di Carpentaria), Arcipelago malese, Corea, Giappone, Nuova Zelanda, Riunione, India, Mauritius, Sudafrica (False Bay) Kenya, Somalia, Natal, Madagascar, Mozambico, Eritrea e Tanzania.
Il suo areale include anche il mar Rosso, dal quale è migrato nel mar Mediterraneo attraverso il canale di Suez. È stato avvistato la prima volta nel 1924 in Egitto, poi si è diffuso sulle coste di Israele, Siria, Turchia e Grecia. L'areale si è espanso ulteriormente e la specie ha raggiunto mar Ionio, mar Egeo, poi anche Francia, Spagna e mar Nero.
È probabile che la sua espansione non sia dovuta soltanto alle migrazioni, ma anche ad esemplari fuggiti da allevamenti; questa specie è infatti diffusa nell'acquacoltura.
Nuota fino a 90 m di profondità, di solito in zone con fondali molli, fangosi.

## Pesca
Questa specie è importante non solo per l'acquacoltura, ma viene pescata anche frequentemente: nella sua famiglia è tra le più comuni in commercio ed è quindi importante economicamente.